# Uncanny Avengers
Uncanny Avengers è una serie a fumetti pubblicata negli Stati Uniti d'America dall'editore Marvel Comics da dicembre 2012. Fu il primo titolo edito all'interno del progetto di rilancio editoriale Marvel NOW!, esordio della nuova fase dell'universo Marvel dopo gli eventi del crossover Avengers vs. X-Men. Questo nuova versione del gruppo dei Vendicatori, noti come "squadra unione", vede Capitan America dare vita ad un team di Vendicatori composto sia dai componenti storici che da mutanti X-Men alleatisi per proteggere l'umanità e portare avanti il progetto di Charles Xavier.

## Storia editoriale
Nel 2012 la Marvel, al fine di rilanciare le varie serie a fumetti che pubblicava, diede vita al progetto Marvel NOW! che nasce come conseguenza degli eventi narrati nel crossover Avengers vs. X-Men. A seguito di questo rilancio, dopo la miniserie Avengers Versus X-Men, a dicembre 2012 esordisce la nuova testata Uncanny Avengers (vol. 1), scritta da Rick Remender, che dà il via all'evento Avengers and the X-Men: AXIS, che vede Capitan America dare vita ad un team di Vendicatori composto sia dai componenti storici che da mutanti X-Men; la serie venne edita fino a novembre 2014 e sostituita da una seconda serie omonima, Uncanny Avengers (vol. 2), pubblicata per cinque numeri nel 2015.
A seguito degli eventi narrati nel crossover Secret Wars, parte nel 2014 un nuovo rilancio delle serie a fumetti della Marvel denominato All New All Different Marvel. All'interno di questo progetto venne rilanciata anche, nel 2015, Uncanny Avengers (vol. 3).

## Archi narrativi
- L'ombra rossa (The Red Shadow). Dopo il funerale di Xavier tenuto alla JGS, un violento diverbio scoppia fra Scarlet e Rogue prima che i T-Men del Teschio Rosso le rapiscano, portando via anche il cadavere del professore. Al termine della visita di Havok nella prigione in cui è tenuto Ciclope per discutere delle azioni da lui compiute quando era Fenice, Capitan America e Thor s'incontrano con lui per chiedergli di guidare una squadra di Vendicatori e X-Men facendo sì che l'opinione pubblica comprenda che la convivenza pacifica è ancora un'opzione. L'improvviso attacco di un lobotomizzato Valanga, che distrugge un intero quartiere di New York City uccidendone gli abitanti, fa sì che Cap, Thor e Wolverine, guidati da Havok, lavorino insieme per sconfiggerlo fino all'arrivo del Teschio e dei suoi T-Men, che li mettono in difficoltà. Poco prima, il malvagio aveva estratto il cervello di Xavier e lo aveva innestato al proprio per usufruire dei poteri telepatici, facendo in modo di trasmettere un messaggio d'odio in TV, capace di manipolare le menti degli ascoltatori, affinché individuino e uccidano tutti i mutanti nelle loro vicinanze. Riuscita a liberarsi, Rogue recupera Scarlet dal luogo in cui era tenuta sotto il controllo telepatico del Teschio, che le aveva rivelato di esser stato clonato dall'originale nel 1942 e poi messo in criostasi, e raggiungono il centro di NYC dando man forte alla squadra di Havok che riesce così a mettere in fuga il Teschio e i suoi T-Men, riuscendo a calmare gli abitanti prima che la carneficina raggiunga livelli allarmanti. Giorni dopo la squadra unione viene presentata ufficialmente al pubblico, con l'aggiunta dei nuovi membri Sole Ardente, Wasp e Wonder Man, ma il Sinistro Mietitore irrompe all'evento con il proposito di uccidere Scarlet, rea di averlo riportato in vita contro la sua volontà e averlo poi reso incapace di morire nuovamente. Durante il seguente combattimento, davanti alla stampa riunita, Rogue assorbe i poteri di Wonder Man e colpisce il Mietitore, uccidendolo inavvertitamente sul colpo.
- I Gemelli di Apocalisse (The Apocalypse Twins). Nella Scandinavia del passato, Thor viene attaccato da Apocalisse dietro consiglio del faraone Rama-Tut, viaggiatore temporale che lo avverte che il dio del tuono gli causerà non pochi problemi in futuro. Sconfitto da Apocalisse Thor accetta l'aiuto di Loki, in realtà Kang il Conquistatore mascherato, e incanta la propria ascia Jarnbjorn, rendendola capace di trapassare l'armatura dei Celestiali, giusto in tempo per l'attacco che il nemico sferra su Londra per uccidere l'antenato di uno dei suoi acerrimi nemici: un soldato di nome Logan. Uccisi i quattro cavalieri, araldi del malvagio, Thor penetra nell'astronave di Apocalisse e lo ferisce gravemente costringendolo a fuggire. Ritornato ad Asgard, Odino lo rimprovera aspramente per aver creato una così scellerata arma che in futuro metterà tutti loro in pericolo mortale. Nel presente, mentre Kang recupera Jarnbjorn dalla tomba del Barone Mordo in Brasile e scompare nel flusso temporale, Havok mette in panchina Rogue per quanto successo con il Mietitore finché l'opinione pubblica non si sarà calmata. Intanto, sull'astronave del padre in orbita intorno al Sole, Genocidio convoca un Celestiale per farsi eleggere nuovo araldo dell'evoluzione, ma la cerimonia è interrotta dall'arrivo dei Gemelli di Apocalisse, figli di Arcangelo e Pestilenza, che usando Jarnbjorn uccidono il dio alieno prendendo poi possesso dell'astronave che utilizzano per distruggere il Vertice dello S.W.O.R.D. facendone precipitare i resti sulla Terra. In un flashback del passato, Kang sprona due giovani Gemelli di Apocalisse (rapiti alla madre perché in ogni linea temporale si mostravano capaci di sconfiggerlo) a uccidere Colonnello America della realtà di Age of Ultron, in modo da provargli di essere in grado di difendere i mutanti dalla malvagità degli umani. Seguito l'obiettivo fino alle fogne abitate dai Morlock Uriel si lascia sfuggire il Colonnello uccidendo invece, spronato dal padre adottivo, il ribelle Havok prima di ferirne mortalmente la moglie Rogue. Indignata dalla pietà mostrata dal fratello, Eimin la uccide prima che possa essere curata da un guaritore. Ritornati al palazzo di Kang, i due vengono puniti con qualche altro anno di detenzione nei campi di concentramento per mutanti del Teschio Rosso, ma prima scoprono che l'ascia Jarnbjorn è conservata nella sala dei tesori del genitore.
- Ragnarok Now. L'intervento combinato di Thor e Sole Ardente sventa il pericolo, salvando gli abitanti di Rio de Janeiro, permettendo ai due di introdursi nell'astronave e scoprire che i Gemelli sono tornati indietro nel tempo per impedire a Kang di uccidere ogni successore di Apocalisse utilizzando l'ascia, abbandonando i mutanti senza alcun campione a loro difesa e di conseguenza destinati a essere sterminati dagli umani; inoltre, li mettono al corrente dei passati omicidi compiuti da Wolverine quando era al comando di X-Force, compresi quelli del piccolo En Sabah Nur e Arcangelo. Sulla Terra, intanto, la squadra unione giunge alla metropoli Akkaba al Polo Nord giusto in tempo per vederla saltare in aria con tutta la sua popolazione di ex-mutanti per opera di Uriel; Capitan America, che aveva lasciato il Vertice a bordo di una capsula di salvataggio sabotata, atterra in Sudan dove rinviene fra i ruderi di un edificio in cui trova riparo una registrazione di Immortus che gli spiega di come presto la linea temporale in cui si trova si sfioccherà in sette possibili futuri ciascuno dei quali governato da Apocalisse che annienterà gli umani. Per impedire ciò, egli stesso nella persona di Kang ha recuperato Jarnbjorn con la quale ha provveduto a uccidere qualsiasi Apocalisse, ma eventualmente i Gemelli sono giunti per ucciderlo e prenderne il posto. Incapace di cambiare il futuro, Kang ha quindi deciso di tornare nel passato e rapirli ancora in fasce per impedire la sua fine, ma i Gemelli hanno scoperto il suo piano, rubato l'ascia e provveduto a mettere in moto una serie di eventi culminanti con la distruzione dei sette futuri a meno che la squadra unione non riesca ad abbattere la diga di tachioni eretta dai due, che impedisce gli spostamenti nello spazio-tempo, facendo sì che l'esercito di Immortus possa arrivare nel presente per aiutare i Vendicatori a sbarazzarsi di loro. Rientrato alla base Cap rivela all'intera squadra il passato di Wolverine in X-Force, confidatogli da Immortus, portando così alla scissione in due fazioni. In orbita stazionaria all'interno della nebulosa Akkaba, epicentro energetico della diga di tachioni, Eimin fa ritorno all'arca con l'ultimo seme per permettere la resurrezione di Daken, Mietitore, Banshee e Sentry e trasformarli nei quattro cavalieri della morte. Divisisi per perlustrare le varie metropoli Akkaba sparse per il mondo, Havok e Scarlet vengono presi di sorpresa da Banshee che rapisce la donna e contemporaneamente anche Wonder Man viene portato via dal Mietitore con destinazione l'arca. La squadra di Wolverine composta da Thor, Rogue e Sole Ardente, intanto, interroga Ozymandias scoprendo che l'ingresso per la nebulosa si trova nell'isola di Socotra, ma, non appena messo piede su uno dei ponti di collegamento, vengono attaccati da Sentry, che, portando via Thor per vendicarsi, separa Wolverine dagli altri permettendo così a Daken di torturarlo con i ricordi del passato e della sua morte. Ripresa conoscenza, Scarlet viene messa a conoscenza dai Gemelli del tentativo fallito di Arcangelo per evolvere la Terra a partire da Tabula Rasa e accetta di eseguire l'incantesimo di "estasi" che dividerà per sempre umani e mutanti, portando questi ultimi sul Pianeta X. Raggiunto Wonder Man, Scarlet gli confida di necessitare della sua energia per potenziare l'incantesimo e solamente la sua scelta condizionerà la decisione di eseguire l'estasi, a dispetto di quello che aveva promesso ai Gemelli. Sulla Terra, Havok, Cap e Wasp raggiungono Socotra e vengono attaccati da Banshee che lacera i timpani di Cap prima di essere sconfitto. Sull'arca, Scarlet confida a Wonder Man che porterà i mutanti a bordo per usarli come arma contro i Gemelli e poi i due finiscono a letto insieme. Nelle prigioni, Sole Ardente trova un Wolverine ferito e dopo aver assorbito i suoi poteri, venuta a conoscenza dell'apparente tradimento di Scarlet, Rogue decide di occuparsene definitivamente. Mentre il suo futuro svanisce per via della tempesta temporale causata dall'operato dei Gemelli, Kang recluta Stryfe, Venom, Destino, Arno Stark, Ahab, il magistrato Betsy Braddock e Deathlok dai sette possibili futuri per formare una squadra capace di riportare tutto alla normalità. Iniziato l'incantesimo, Scarlet viene raggiunta da Rogue, che la trafigge a morte con gli artigli, prima di essere lei stessa uccisa dal Mietitore. Col suo ultimo respiro e l'aiuto di Wonder Man, che sacrifica la sua energia vitale scomparendo, l'estasi è completa e tutti i mutanti della Terra vengono posizionati nelle camere di ibernazione dell'arca (poiché previsto il tradimento dei due amanti, i Gemelli avevano già escogitato un modo per far sì che venissero teleportati direttamente all'interno delle camere). Saliti a bordo dell'arca, Wasp si separa da Cap e Havok per andare a distruggere il generatore di tachioni e disabilitare la diga, ma viene raggiunta e sopraffatta da Sentry, fermato soltanto dall'arrivo di Thor; rimasto solo dopo la scomparsa di Havok a seguito dell'estasi, Cap raggiunge la sala di comando dove i Gemelli lo sconfiggono e lo fanno assistere alla partenza dell'arca dalla Terra, giusto in tempo per l'arrivo del Celestiale Exitar lo Sterminatore, che condanna alla distruzione il pianeta e i suoi abitanti, perché colpevoli del deicidio dei suoi fratelli. Soccorso da Thor, Cap affronta Eimin e riesce ad eiettarla nello spazio, mentre nei giardini dell'arca il dio del tuono, dopo aver indebolito Uriel, apre un portale nel cuore di una stella e lo uccide. Raggiunta Wasp al generatore di tachioni, Cap affronta il Mietitore che le stava impedendo di distruggerlo, venendo però massacrato da questo. Mentre Exitar s'immerge nel nucleo della Terra, sordo agli appelli di Thor, Eimin recupera Jarnbjorn e risalita sull'arca si allontana nello spazio proprio nel momento in cui il pianeta esplode. Rimasto solo, Thor si rifugia ad Asgard dove incontra Odino che, pur biasimandolo per aver creato l'ascia, afferma che l'incapacità degli uomini (e di Vendicatori e X-Men di riflesso) di unirsi e rinunciare a combattere fra loro ha decretato la loro fine.
- Vendicare la Terra (Avenge the Earth). Sei anni dopo sul Pianeta X governato da Eimin, Havok e Wasp mettono in moto una serie di eventi culminanti nella distruzione della diga di tachioni facendo sì che il gruppo di sette reietti futuri guidati da Kang, ossia i Chrono Corp, riesca a materializzarsi all'interno del laboratorio segreto di Bestia che è anche la base della ribellione. Nella sede dell'X-Consiglio, composto da Cable, Ciclope, Tempesta, Jean Grey, Psylocke e Quicksilver, Eimin fa pressione affinché venga presa la decisione di agire contro Havok, che ha evitato la cattura, a differenza di sua moglie Wasp, unica umana rimasta in vita dopo la distruzione della Terra. Ascoltato il resoconto di Magneto sul piano di Havok, ossia tornare indietro nel tempo per fermare Exitar, e convenuto che ciò è impossibile poiché nel passato la diga è ancora eretta e nessun corpo fisico può esservi inviato, l'X-Consiglio invia la X-Force di Magneto a dargli la caccia per fermarlo. Nel laboratorio, intanto, Kang spiega che il suo piano consiste nel soccorrere tutti i componenti ancora viventi della squadra unione e rimandare indietro nel tempo le loro coscienze ciascuno con un compito diverso per prevenire la distruzione della Terra. Per assicurarsi la collaborazione di Havok ne rapisce la figlia Katie, scomparendo insieme a lei nel flusso temporale, poco prima che Wasp ritorni al laboratorio sotto controllo mentale di Psylocke, spianando la strada a X-Force, che attacca i Chrono Corp. Sull'arca, ancora danneggiata dall'esplosione della diga, Eimin pianifica l'omicidio dell'X-Consiglio per prendere definitivamente in mano il Pianeta X; mentre impugna Jarnbjorn e conversa con Daken e Banshee davanti ai corpi torturati di Wolverine e Sole Ardente, la parete della sala del trono viene sfondata da Thor che senza perdere tempo attacca Eimin togliendole di mano l'ascia. Solo il tempestivo arrivo di Kang impedisce al dio di ucciderla quindi recuperati i due prigionieri il gruppo si allontana. Al laboratorio, Ciclope comprendere le ragioni che hanno spinto Havok sulla strada che sta percorrendo e, dopo aver convinto gli altri X-Men, si contrappone a Magneto, permettendo ai Chrono Corps di fuggire. Sulla cima di uno dei grattacieli della città, dopo che Wolverine impone a Kang di riportare le loro coscienze indietro nel tempo a prima che Rogue venga uccisa altrimenti saboterà la missione, il magistrato Braddock e Destino le prelevano dai loro corpi, così che Kang le possa spedire nel passato. Raggiunti Scarlet e Wonder Man sull'arca, il gruppo li convince a tornare sulla Terra dove assieme agli altri Vendicatori mettono in moto il piano di Kang: Rogue, dopo aver assorbito i poteri di ogni Vendicatore e X-Men, assieme a Sentry contrasta la discesa di Exitar mentre Wolverine, Sole Ardente e Havok distruggono la diga di tachioni e Thor utilizzando Jarnbjorn lacera il collo del Celestiale, facendone fuoriuscire l'energia cosmica, che intende usare per riattivare una stella morente. All'insaputa di tutti Kang, ora libero di viaggiare nel flusso temporale, ferma il dio del tuono con l'aiuto di Deathlok facendoli gettare nella ribollente energia e si immerge nella stessa potenziandosi. Sfruttando l'elemento sorpresa, Sole Ardente e Havok lo allontanano dal Celestiale cominciando ad assorbirne l'energia grazie alla loro particolare fisiologia, ma Kang uccide il primo e nell'esplosione che segue il volto dell'X-Man rimane gravemente e permanentemente sfregiato. Facendo leva su Katie ancora in suo possesso, Kang mette in stallo Havok riprendendo ad assorbire energia, ma con uno scatto di volontà questi si rende conto che la sua preziosa figlioletta non gli sarà mai restituita, a meno che non sia lui a riprendersela, e si lancia contro l'avversario aiutato dall'inaspettato ritorno in vita di Sole Ardente, ormai asceso ad un essere di pura energia non più limitato dalla sua forma fisica. Come primo atto di questa sua nuova vita, il Cavaliere Atomico distrugge l'arca dei Gemelli in orbita attorno alla Terra. Resosi conto che il suo piano è ormai fallito, Kang promette ad Havok vendetta e recuperati i membri superstiti dei Chrono Corp svanisce nel flusso temporale. Dichiarato il decesso del Celestiale, Sentry ne trasporta il corpo lontano dalla Terra annunciando a Wasp che l'ira dei suoi fratelli sarà comunque grande; precipitata al suolo, Rogue viene soccorsa da Scarlet che restituisce ai legittimi proprietari i poteri che la ragazza aveva assorbito, non riuscendo però a liberare Wonder Man, che rimane intrappolato. A molti chilometri di distanza, dai rottami dell'arca precipitata nel deserto del Sahara emergono Daken e il Mietitore trasportando i corpi privi di sensi dei Gemelli.
- Contro Evoluzionario (Counter-Evolutionary).
- Una nuova unione (An imperfect Union). Dopo la ristorazione dell'universo Marvel da parte di Mr. Fantastic, la Squadra Unione ha deciso di ospitare tra i suoi ranghi anche gli Inumani, accogliendo anche altri supereroi quali la Torcia Umana, Deadpool e Spider-Man. Quest'ultimo però, dopo la prima missione, decide di allontanarsi dagli Incredibili Avengers, non approvando la scelta del Comandante Rogers di mantenere Wade Wilson nel gruppo. Quando la minaccia dell'Uomo di Stracci incombe, tocca alla Squadra Unione tentare di fermarlo, sconfiggendolo grazie all'aiuto di Cable, ritornato da un futuro apocalittico, e Synapse, una inumana nipote dell'Uomo di Stracci. La ragazza riesce a sconfiggere il nonno e ad unirsi alla Squadra Unione. Dopo aver completato il loro primo incarico però, i Vendicatori sono ignari che Henry Pym è in realtà ancora vivo e pare essere diventato una cosa sola con la sua creazione, Ultron.
- L'uomo caduto sulla Terra (The Man who fell to Earth).

## Formazione del gruppo
| Numeri      | Personaggi                                                                              |
| ----------- | --------------------------------------------------------------------------------------- |
| 1-4         | Capitan America, Havok, Rogue, Scarlet, Thor, Wolverine                                 |
| 5-14        | Capitan America, Havok, Rogue, Scarlet, Sole Ardente, Thor, Wasp, Wolverine, Wonder Man |
| 15-17       | Capitan America, Thor, Wasp                                                             |
| 18          | Havok, Wasp                                                                             |
| 19          | Havok, Thor, Wasp                                                                       |
| 20          | Havok, Sole Ardente, Thor, Wasp, Wolverine                                              |
| 21-23       | Capitan America, Havok, Rogue, Scarlet, Sole Ardente, Thor, Wasp, Wolverine, Wonder Man |
| 24-25       | Havok, Rogue, Scarlet, Wonder Man                                                       |
| 1-5         | Capitan America, Scarlet, Quicksilver, Sabretooth, Rogue, Dottor Voodoo                 |
| 1           | Comandante Rogers, Rogue, Synapse, Deadpool, Torcia Umana, Spider-Man, Quicksilver      |
| 3-9         | Comandante Rogers, Rogue, Cable, Synapse, Deadpool, Torcia Umana, Quicksilver           |
| 10-in corso | Capitan America, Rogue, Ultron, Cable, Synapse, Deadpool, Torcia Umana, Quicksilver     |